# Javorník (Strážovské vrchy)
Javorník (689,5 m n. m. ) je vrchol v jižní části Strážovských vrchů.   Je nejvyšším vrcholem geomorfologické části Kňaží stôl. 

## Polohopis
Nachází se v nejjižnější části Zliechovské hornatiny, coby podcelku rozsáhlých Strážovských vrchů.  V rámci části Kňaží stôl leží v její severní části, přibližně 1,5 km východně od obce Šípkov a 2 km severně od Trebichavy v severní části okresu Bánovce nad Bebravou. Západně leží údolí řeky Bebrava, jižní a východní okraj masivu vymezuje údolí Trebichavského potoka. 

## Přístup
Na vrchol nevede značená stezka, nejlehčí přístup je proto lesními stezkami z obcí Šípkov, Trebichava nebo Čierna Lehota. Tato část Zliechovskej hornatiny není zvláště chráněným územím, proto není omezen ani pohyb turistů.  Hustý porost většinou neumožňuje rozsáhlejší výhled.